# Гаймон, Филлип
Филлип "Фил" Гаймон  (англ. Phillip Gaimon; род. 28 января 1986 в Колумбусе, штат Массачусетс, США) — американский профессиональный шоссейный велогонщик. В 2014 и 2016 годах выступал за команду мирового тура «EF Pro Cycling».

## Достижения
2010
2-й Тур Тайваня
2012
1-й  Редлендс Классик
1-й Пролог
2013
1-й Этап 1 Каскейд Классик
2-й Тур Гилы
2014
2-й Тур Сан-Луиса
1-й Этап 1
2015
1-й  Редлендс Классик
1-й Этап 3